# 色帕巴依乡
色帕巴依乡，是中华人民共和国新疆维吾尔自治区克孜勒苏柯尔克孜自治州阿合奇县下辖的一个乡镇级行政单位。

## 行政区划
色帕巴依乡下辖以下地区：
喀拉布隆村、色帕巴依村、阿果依村和萨日库热克村。